# Cordia guineensis
Cordia guineensis är en strävbladig växtart. Cordia guineensis ingår i släktet Cordia, och familjen strävbladiga växter.

## Underarter
Arten delas in i följande underarter:
- C. g. guineensis
- C. g. mutica